# Chicago (album)
Pour les articles homonymes, voir Chicago (homonymie).
 (juillet 2017).
Si vous disposez d'ouvrages ou d'articles de référence ou si vous connaissez des sites web de qualité traitant du thème abordé ici, merci de compléter l'article en donnant les références utiles à sa vérifiabilité et en les liant à la section « Notes et références ».
Albums de Chicago
The Chicago Transit Authority
(1969) Chicago III
(1971)
Singles
1. Make Me Smile / Colour My World
Sortie : Mars 1970
2. 25 or 6 to 4
Sortie : Juin 1970

Chicago (parfois nommé et connu comme Chicago II) est le deuxième album du groupe de rock, pop rock et jazz-rock américain Chicago.
Il est publié en 1970 après que le groupe ait raccourci son nom de The Chicago Transit Authority (pour éviter que des actions judiciaires ne soient menées par la société de transport en commun) et la sortie de leur premier album auto-intitulé l'année précédente.
L'album est certifié disque d'or en avril 1970 et disque de platine en août 1991, aux États-Unis, par la RIAA.
En 2002, Rhino Records réédite l'album en CD digipack. Les morceaux y sont remastérisés et les singles Make Me Smile et 25 or 6 to 4 sont ajoutés en titres bonus.

## Liste des titres
|     | 'Face A' |              |                                                                          |                                                                |
| A1. | Movin' In | James Pankow | Terry Kath                                                               | 4:06                                                           |
| A2. | The Road | Kath         | Peter Cetera                                                             | 3:10                                                           |
| A3. | Poem for the People | Robert Lamm  | Lamm, Cetera                                                             | 5:31                                                           |
| A4. | In the Country | Kath         | Kath, Cetera                                                             | 6:34                                                           |
|     | 'Face B' |              |                                                                          |                                                                |
| B1. | Wake Up Sunshine | Lamm         | Lamm, Cetera                                                             | 2:29                                                           |
| B2. | Ballet for a Girl in Buchannon (Temps individuels tirés du LP original [KGP 24 CS 9962 XSM 151735])                                                                                   | Pankow       |                                                                          | 12:55                                                          |
|     | - B2a. Make Me Smile - B2b. So Much to Say, So Much to Give - B2c. Anxiety's Moment - B2d. West Virginia Fantasies - B2e. Colour My World - B2f. To Be Free - B2g. Now More Than Ever |              | - Kath - Lamm - Instrumental - Instrumental - Kath - Instrumental - Kath | - (3:32) - (1:04) - (1:00) - (1:34) - (2:58) - (1:21) - (1:27) |

|     | 'Face A'                                                                                |                               |                                                     |                                     |
| C1. | Fancy Colours                                                                           | Lamm                          | Cetera                                              | 5:10                                |
| C2. | 25 or 6 to 4                                                                            | Lamm                          | Cetera                                              | 4:50                                |
| C3. | Memories of Love (Temps individuels tirés du LP original [KGP 24 CS 9977 XSM 151852])   | Kath, Peter Matz              |                                                     | 9:12                                |
|     | - C3a. Prelude - C3b. A.M. Mourning - C3c. P.M. Mourning - C3d. Memories of Love        |                               | - Instrumental - Instrumental - Instrumental - Kath | - (1:18) - (2:05) - (1:59) - (4:01) |
|     | 'Face B'                                                                                |                               |                                                     |                                     |
| D1. | It Better End Soon (Temps individuels tirés du LP original [KGP 24 CS 9977 XSM 151853]) | Lamm, Kath, Walter Parazaider |                                                     | 10:24                               |
|     | - D1a. 1st Movement - D1b. 2nd Movement - D1c. 3rd Movement - D1d. 4th Movement         |                               | - Kath - Instrumental - Kath - Kath                 | - (2:30) - (3:47) - (3:19) - (1:15) |
| D2. | Where Do We Go from Here                                                                | Cetera                        | Cetera                                              | 2:53                                |

| Titres bonus - Réédition CD remastérisée digipack (Rhino Records, 16 juillet 2002) | Titres bonus - Réédition CD remastérisée digipack (Rhino Records, 16 juillet 2002) | Titres bonus - Réédition CD remastérisée digipack (Rhino Records, 16 juillet 2002) | Titres bonus - Réédition CD remastérisée digipack (Rhino Records, 16 juillet 2002) | Titres bonus - Réédition CD remastérisée digipack (Rhino Records, 16 juillet 2002) | Titres bonus - Réédition CD remastérisée digipack (Rhino Records, 16 juillet 2002) | Titres bonus - Réédition CD remastérisée digipack (Rhino Records, 16 juillet 2002) | Titres bonus - Réédition CD remastérisée digipack (Rhino Records, 16 juillet 2002) | Titres bonus - Réédition CD remastérisée digipack (Rhino Records, 16 juillet 2002) | Titres bonus - Réédition CD remastérisée digipack (Rhino Records, 16 juillet 2002) |
| No                                                                                 | Titre                                                                              | Auteur                                                                             | Interprète(s)                                                                      | Durée                                                                              |                                                                                    |                                                                                    |                                                                                    |                                                                                    |                                                                                    |
| ---------------------------------------------------------------------------------- | ---------------------------------------------------------------------------------- | ---------------------------------------------------------------------------------- | ---------------------------------------------------------------------------------- | ---------------------------------------------------------------------------------- | ---------------------------------------------------------------------------------- | ---------------------------------------------------------------------------------- | ---------------------------------------------------------------------------------- | ---------------------------------------------------------------------------------- | ---------------------------------------------------------------------------------- |
| 24.                                                                                | Make Me Smile (Single version)                                                     | James Pankow                                                                       | Terry Kath                                                                         | 3:01                                                                               |                                                                                    |                                                                                    |                                                                                    |                                                                                    |                                                                                    |
| 25.                                                                                | 25 or 6 to 4 (Single version)                                                      | Robert Lamm                                                                        | Peter Cetera                                                                       | 2:53                                                                               |                                                                                    |                                                                                    |                                                                                    |                                                                                    |                                                                                    |
| 73:20                                                                              |                                                                                    |                                                                                    |                                                                                    |                                                                                    |                                                                                    |                                                                                    |                                                                                    |                                                                                    |                                                                                    |

## Crédits
| - Peter Cetera : basse, frontman, chœurs - Terry Kath : guitare électrique, guitare acoustique, chant et chœurs - Robert Lamm : piano, orgue Hammond, Pianet, chant et chœurs - Lee Loughnane : trompette, bugle, chœurs - James Pankow : trombone, arrangements des cuivres - Walter Parazaider : saxophones, flûte, clarinette, chœurs - Danny Seraphine : batterie, percussions - Peter Matz : orchestrations et co-arrangements sur Memories of Love (Prelude, A.M. Mourning, P.M. Mourning) | - Production : James William Guercio - Ingénierie : Donald Puluse, Brian Ross-Myring, Chris Hinshaw - Mastering : Robert Honablue - Ingénierie et mixage quadriphonie : Don Young - Supervision ingénierie et mixage quadriphonie : Al Lawrence - Design et artwork : John Berg, Nick Fasciano - Photographie : Herb Greene Réédition 2002 - Remixage : Paul Klingberg - Production remix : John Kellogg - Remastering : Joe Gastwirt - Livret d'album : David Wild |